# Okeho
Okeho est une ville du Nigeria, située dans la zone de gouvernement local de Kajola, dans l'État d'Oyo.
Le boxeur Jonathan Dele y est né en 1944.